# Ravelry
Ravelry (abgeleitet vom englischen: to unravel – aufdröseln, trennen, entwirren) ist ein soziales Netzwerk, das 2007 von dem Ehepaar Cassidy und Jessica Forbes gegründet wurde. In der Hauptsache stellt die Seite ein umfangreiches Werkzeug für die Organisation von Handarbeiten wie Stricken, Häkeln, Spinnen und Weben zur Verfügung. Darüber hinaus können die Mitglieder ihre Projekte und Ideen teilen und sich in Gruppen und Foren darüber austauschen.

## Entwicklung
Im Jahr 2007 von dem Ehepaar Forbes gegründet, war die Idee, eine Webpräsenz für „Garnkünstler“ zu schaffen, also für Menschen, die Garne spinnen, färben, entwerfen, stricken oder häkeln:
„Ravelry is a place for knitters, crocheters, designers, spinners, and dyers to keep track of their yarn, tools and pattern information, and look to others for ideas and inspiration.“
Das Angebot wurde mit der Zeit immer weiter ergänzt; so gibt es nun die Möglichkeit, die eigenen Garne, Entwürfe oder auch die fertigen Produkte mit anderen zu diskutieren. Sowohl die privaten als auch gewerbliche Nutzer können die Seite zu Werbezwecken nutzen.
Mit Stand Mai 2015 wurden über 528.000 Anleitungen in der Anleitungsdatenbank verwaltet, davon 34.592 auf Deutsch und über 155.000 kostenlos verfügbare. Viele dieser Anleitungen können direkt über die ravelry-Seite gekauft und heruntergeladen werden, für andere sind die Zeitschriften oder Bücher genannt, in denen sie zu finden sind. Am 28. Februar 2014 wurde die Marke von vier Millionen Nutzern überschritten. Ein Jahr später sind es bereits über fünf Millionen Nutzer. Über 22.000 von ihnen geben an, in Deutschland zu leben, 1700 in Österreich und knapp 1900 in der Schweiz.

## Bedienung
Der Benutzer führt ein eigenes Notizbuch (notebook), in dem er seine Garne, Werkzeuge, Projekte, und Anleitungen (Bücher, Zeitschriften und Einzelanleitungen) verwalten kann. Beim Anlegen kann er auf zentrale Datenbanken zurückgreifen. Diese zentralen Datenbanken werden von der Gemeinschaft erstellt und gepflegt.
Ein solches Konzept stellt derzeit ein Alleinstellungsmerkmal für diese Website dar. Die Datenbanken können auch mit Bildern versehen werden, die auf verschiedenen Wegen eingebunden werden können. Auch ein Zugriff mit mobilen Endgeräten ist möglich.

## Erlösmodell
Ravelry hat drei monetäre Geschäftsfelder. Da ist zum einen der Ravelry-Minimarkt, der eine kleine Auswahl von Produkten mit dem Ravelry-Logo anbietet. Weiterhin kann Werbung platziert werden und letztlich ein echter Shop für Strick- bzw. Häkelanleitungen (englisch: Patterns). Dort können Mitglieder eigene Entwürfe, die im pdf-Format vorliegen müssen, verkaufen. Der Erlös geht zu 98,7 % an die Designer, der Rest an Ravelry.